# Aynışah Sultan
Hatice Aynışah Sultan byla osmanská princezna, dcera sultána Bayezida II. a sestra sultána Selima I.

## Život
Aynışah se narodila v Amasii, když byl její otec ještě princem. Její matka byla konkubína Şirin Hatun; měla jen jednoho sourozence, který měl stejnou matku - Şehzade Abdullaha. 
V roce 1489 nebo 1490 se provdala Göde Ahmeda Beye, který byl synem prince z Akkojunluské říše. Spekuluje se, že svatba mohla proběhnout již o pár let dříve, jelikož Ahmed pobýval delší dobu v sultánově paláci. Později se zúčastnil bojů o trůn ve své říši, ale v roce 1498 byl v bojích o trůn zavražděn. 
Aynışah vedla korespondenci i jak se svým otcem Bayezidem, tak i s bratrem Selimem, aby se jí boje o trůn nikterak nedotkly a přežila je. 
Byla ještě stále naživu, když její bratr Selim v roce 1512 sesadil jejich otce z trůnu a stal se novým vládcem. Stejně jako ostatní jeho sestry mu pak v dochovaných dopisech gratulovala.
Okolo roku 1506 vybudovala mekteb (základní školu) v Alemdaru, v okolí dnešního Fatihu v Istanbulu a v blízkosti Hacı Beşir Ağa Külliye (komplexu), kam byla později škola přestěhována. V této škole byla v jejím soukromém vlastnictví a vybudovala ji na vlastní náklady. Zde se také nachází její hrob; jiní si zase myslí, že je pohřbena v hrobce společně s otcem a matkou a že byla zaměněna se stejnojmennou neteří, dcerou Abdullaha. 

## Potomstvo
Společně s Göde Ahmedem Beyem měla 3 děti:
- Dceru, která se provdala za Yahyapaşazade Malkoçoğlu Balı Bey
- Dceru, která se provdala provdala za Şehzade Alaeddin, syna Şehzade Ahmeta, který byl polovičním bratrem Aynışah
- Zeyneddin Bey (* 1496 - ?), narozen nejspíše ve stejnou dobu, když jeho otec začal bojovat o trůn